# Krottenspitze
La Krottenspitze est une montagne culminant à 2 551 m d'altitude dans les Alpes d'Allgäu.

## Géographie
La Krottenspitze est relié à l'Öfnerspitze par un col. La crête raide au nord amène vers une crête en direction du Kreuzeck[pas clair]. Sous le sommet, au nord-ouest, se trouve le cirque de Märzle à travers lequel passe le sentier entre le refuge Kemptner et le Prinz-Luitpold-Haus. À cause de son exposition vers le nord, le cirque a souvent encore des névés l'été.

## Histoire
La première ascension de la Krottenspitze a probablement eu lieu lors de travaux topographiques en 1854. La même année, le Dr Gümbel atteint également le sommet au-dessus d'Oberstdorf.

## Ascension
Aucun sentier balisé ne mène au sommet. L'ascension la plus facile passe par l'Öfnerspitze et son flanc nord-ouest pour passer sur la selle (difficulté : 1). Toutefois une aptitude à l'alpinisme est nécessaire. La difficulté de l'arête entre les faces ouest et nord-ouest est de 4.